# جائزة الروح المستقلة لأفضل مخرج
جائزة الروح المستقلة لأفضل مخرج هي فئة من جوائز الروح المستقلة السنويّة.

## الفائزون
الفائزون بالجائزة:  
- كلوي تشاو (سنة 2020) (عن عمل نومادلاند)
- الأخوان صفدي (سنة 2019) (عن عمل جواهر غير مصقولة)
- باري جينكينز (سنة 2018) (عن عمل لو استطاع شارع بيل التحدث)
- جوردان بيل (سنة 2017) (عن عمل غت آوت)
- باري جينكينز (سنة 2016) (عن عمل ضوء القمر)
- توماس مكارثي (سنة 2015) (عن عمل سبوت لايت)
- ريتشارد لينكليتر (سنة 2014) (عن عمل صبا)
- ستيف ماكوين (سنة 2013) (عن عمل 12 سنة من العبودية)
- ديفيد أو. راسل (سنة 2012) (عن عمل المعالجة بالسعادة)
- ميشيل هازنافيسيوس (سنة 2011) (عن عمل الفنان)
- دارين أرنوفسكي (سنة 2010) (عن عمل البجعة السوداء)
- لي دانييلز (سنة 2009) (عن عمل ثمينة)
- توماس مكارثي (سنة 2008) (عن عمل الزائر)
- جوليان شنابل (سنة 2007) (عن عمل قناع الغوص والفراشة)
- فاليري فيرس (سنة 2006) (عن عمل ليتل ميس سانشاين)
- جوناثان دايتون (سنة 2006) (عن عمل ليتل ميس سانشاين)
- أنغ لي (سنة 2005) (عن عمل جبل بروكباك)
- ألكسندر باين (سنة 2004) (عن عمل الطرق الجانبية)
- صوفيا كوبولا (سنة 2003) (عن عمل ضائع في الترجمة)
- تود هينز (سنة 2002) (عن عمل بعيدا عن الجنة)
- كريستوفر نولان (سنة 2001) (عن عمل تذكار)
- أنغ لي (سنة 2000) (عن عمل النمر الرابض والتنين الخفي)
- ألكسندر باين (سنة 1999) (عن عمل Election)
- ويس أندرسون (سنة 1998) (عن عمل رشمور)
- روبرت دوفال (سنة 1997) (عن عمل The Apostle)
- جويل كوين (سنة 1996) (عن عمل فارغو)
- مايك فيغيز (سنة 1995) (عن عمل مغادرة لاس فيغاس)
- كوينتن تارانتينو (سنة 1994) (عن عمل خيال رخيص)
- روبرت ألتمان (سنة 1993) (عن عمل طريق مختصر)
- كارل فرانكلين (سنة 1992) (عن عمل خطوة واحدة خاطئة)
- مارثا كوليدج (سنة 1991) (عن عمل Rambling Rose)
- تشارلز بورنيت (سنة 1990) (عن عمل To Sleep with Anger)
- ستيفن سودربرغ (سنة 1989) (عن عمل جنس وأكاذيب وشريط فيديو)
- رامون مينينديز (سنة 1988) (عن عمل Stand and Deliver)
- جون هيوستن (سنة 1987) (عن عمل The Dead)
- أوليفر ستون (سنة 1986) (عن عمل فصيلة)
- جويل كوين (سنة 1985) (عن عمل Blood Simple)
- مارتن سكورسيزي (سنة 1985) (عن عمل After Hours)